# Лоріса Ландр
Лоріса Ландр (фр. Laurisa Landre; нар. 27 жовтня 1985 року в Пуент-а-Пітрі) — французька гандболістка гваделупського походження, лінійна румунського клубу «Крайова» і збірної Франції; срібна призерка літніх Олімпійських ігор 2016 року.

## Біографія

### Клубна кар'єра
Вихованка клубу «Флері», зіграла в ньому 9 сезонів. У 2012 році перейшла в «Гавр». У квітні 2013 року Лоріса продовжила контракт з клубом, в його складі визнавалася найкращою лінійною в 2013 і 2014 роках. Після фінансових проблем Лоріса перейшла влітку 2015 року в румунську команду «Крайова».

### Кар'єра в збірній
Першу гру провела в червні 2014 року проти Словаччини.